# Дніпров Олексій Сергійович
Олексій Сергійович Дніпров (нар. 25 лютого 1982, м. Київ) — український державний діяч. Ректор КНУБА (2024 - т.ч.) Доктор юридичних наук . Заступник Керівника Офісу Президента України (з липня 2021 року по квітень 2024 року) 

## Біографія
Закінчив Академію праці та соціальних відносин Федерації профспілок України (2003), спеціаліст права, Київський національний університет імені Тараса Шевченка за спеціальностями «Публічне право», «Фінанси і кредит», Національний університет «Одеська юридична академія» за спеціальністю «Інтелектуальна власність».
З вересня 1998 по червень 2003 року студент Академії праці та соціальних відносин ФПУ.
З квітня 1998 по листопад 2002 року був головою ради Молодіжної громадської організації «Право для всіх».
З липня 2003 по квітень 2004 року — старший консультант, квітень 2004 — лютий 2005 — головний консультант секретаріату Комітету з питань свободи слова та інформації, Апарат Верховної Ради України.
З травня 2003 по лютий 2005 року був експертом громадської ради з питань свободи слова та інформації Міжнародного фонду «Відродження».
З лютого по вересень 2005 року — керівник служби Віце-прем'єр-міністра України з гуманітарних і соціальних питань.
З вересня 2005 по січень 2011 був начальником Управління гуманітарної політики, січень 2011 — січень 2013 — директор Департаменту фахової експертизи Секретаріату Кабінету Міністрів України.
З січня по квітень 2013 року — заступник Міністра — керівник апарату Міністерства освіти і науки, молоді та спорту України.
З квітня 2013 по лютий 2015 року був заступником Міністра — керівником апарату Міністерства освіти і науки України.
З лютого 2015 по квітень 2016 року — заступник Глави Адміністрації Президента України.
З квітня 2016 по липень 2021 року Олексій Дніпров був Керівником Апарату Адміністрації (Офісу) Президента України .
З 9 липня 2021 - заступник Керівника Офісу Президента України.
З липня 2024 року ректор Київського національного університету будівництва і архітектури.
Доктор юридичних наук. 
Президент Федерації бадмінтону України з 2017 року.
Член Національного олімпійського комітету України.
Член комісії "Governance" Європейської конфедерації бадмінтону.
Голова Комісії при Президентові України з питань громадянства (з 12 серпня 2019).
Заступник голови Комісії державних нагород та геральдики (з 13 серпня 2019).
Голова Комісії при Президентові України у питаннях помилування (з 21 серпня 2019).
Державний службовець 1-го рангу (березень 2016). Орден «За заслуги» III ступеня (червень 2012). Почесна грамота Кабінету Міністрів України (грудень 2009).
Володіє англійською мовою.

### Декларація
- Е-декларація [Архівовано 11 листопада 2021 у Wayback Machine.]